# Noella
A Noella a Noel férfinév női párja, de végső soron a Natália egyik francia eredetű megfelelője.

## Gyakorisága
Az 1990-es években szórványos név, a 2000-es években nem szerepel a 100 leggyakoribb női név között.

## Névnapok
- július 27.[2]
- augusztus 26.[2]
- december 1.[2]
- december 9.[2]